# Samuel Cunard
Sir Samuel Cunard (Halifax, 21 novembre 1787 – Londra, 28 aprile 1865) è stato un armatore e imprenditore inglese di origine canadese e Primo Baronetto.

## Biografia
Cunard fu un ricco commerciante di Halifax. I suoi affari compirono un notevole balzo in avanti quando nel 1838 ottenne dal governo inglese il monopolio per il trasporto della posta sulle prime navi a vapore che viaggiavano tra l'Inghilterra e gli Stati Uniti. In questo contesto creò la grande compagnia di navigazione denominata Cunard Steam Ship Co. che porta ancora oggi il suo nome.
Era sposato con Susan, figlia di William Duffus (sposata il 4 febbraio 1815; morta il 23 gennaio 1828) dalla quale ebbe nove figli. Gli succedette nel business suo figlio Sir Edward Cunard, 2º baronetto. Sir Samuel è il bisnonno di Nancy Cunard.

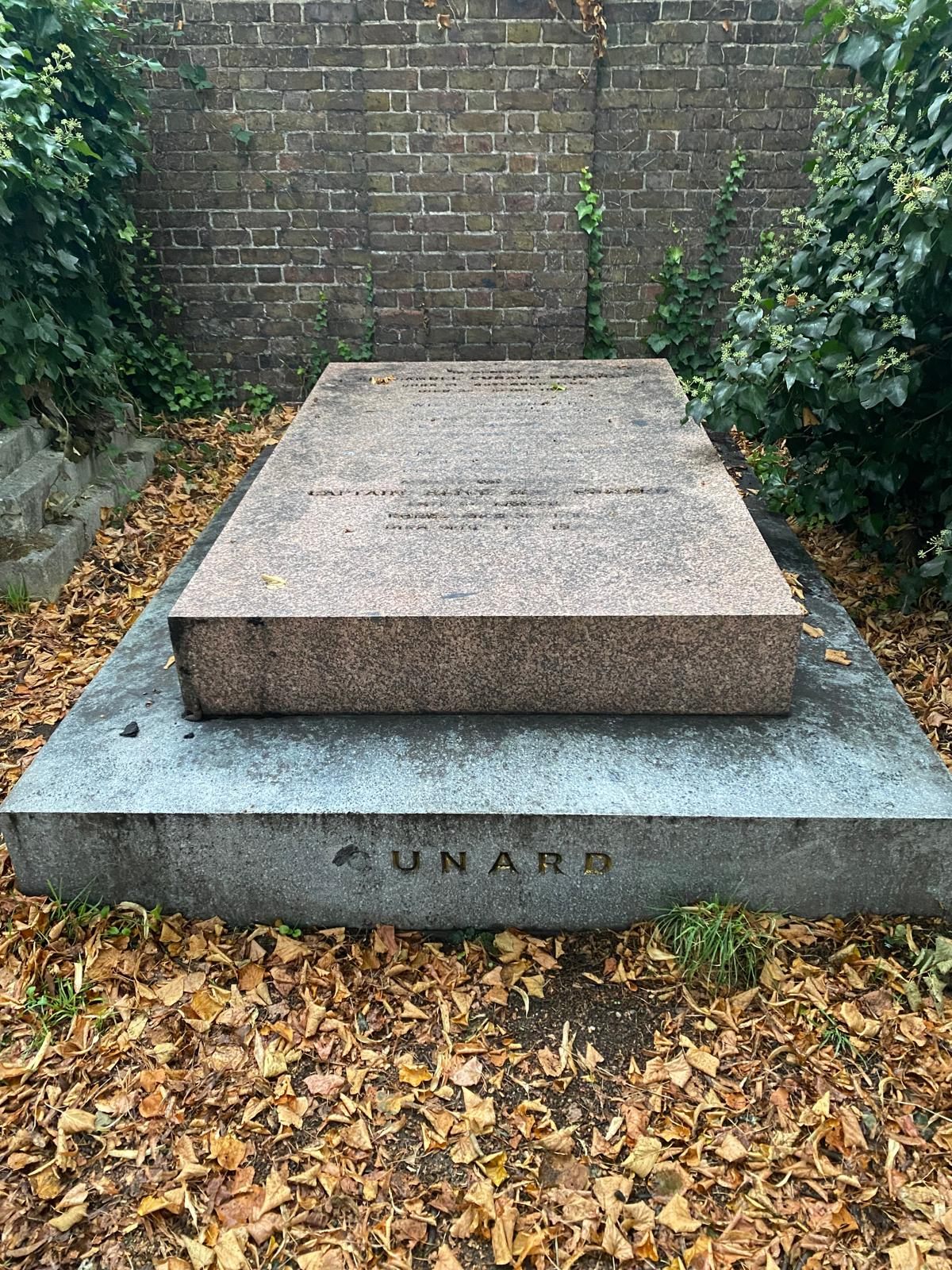
Tomba di Samuel Cunard nel cimitero di Brompton

Muore nel 1865 ed oggi riposa nel cimitero di Brompton, a Londra.

## La Cunard Line
Nel 1840 l'azienda iniziò il servizio regolare con la prima nave a vapore, il Britannia, che salpò da Liverpool ad Halifax, Nuova Scozia (in 12 giorni e 10 ore, luglio 1840), e a Boston, Massachusetts, con Cunard e 63 altri passeggeri a bordo. La società prosperò ed assorbì diverse imprese concorrenti come la Canadian Northern Steamships Limited, e il suo principale competitore, la White Star Line, proprietaria dello sfortunato RMS Titanic. Cunard dominò le tratte dell'Atlantico con alcuni dei transatlantici più famosi del mondo come la RMS Queen Mary e la RMS Queen Elizabeth. Il suo nome sopravvive oggi nella Cunard Line, ora un ramo prestigioso della Carnival Cruise Lines.
La Cunard Line oggi è nota anche per il fatto di possedere l'unico Transatlantico normalmente operante ai giorni nostri.